# Dasha Kapustina
Dasha Kapustina (13 de diciembre de 1989; Vladivostok) es una modelo rusa. 
Dasha mide 1,72 metros y pesa 52 kilos. 
Ha trabajado para Karl Lagerfeld, además de aparecer en anuncios de televisión en Japón y China. Ha modelado para Gucci, Dior, YSL, Chanel y Chloé.  Estudió Recursos Humanos en la Universidad Federal del Lejano Oriente en Rusia.  
En julio de 2012, se hizo popular por tener una relación sentimental con el piloto de Fórmula 1 Fernando Alonso.  